# Japán az 1964. évi nyári olimpiai játékokon
Japán a Tokióban megrendezett 1964. évi nyári olimpiai játékok házigazda nemzeteként vett részt a versenyeken. Az országot az olimpián 21 sportágban 328 sportoló képviselte, akik összesen 29 érmet szereztek.

## Érmesek
| Érem  | Versenyző | Sportág       | Versenyszám                |
| ----- | --- | ------------- | -------------------------- |
| Arany | Hanahara Cutomu | Birkózás      | Kötöttfogás, 52 kg         |
| Arany | Icsigucsi Maszamicu | Birkózás      | Kötöttfogás, 57 kg         |
| Arany | Josida Josikacu | Birkózás      | Szabadfogás, 52 kg         |
| Arany | Uetake Jódzsiró | Birkózás      | Szabadfogás, 57 kg         |
| Arany | Vatanabe Oszamu | Birkózás      | Szabadfogás, 63 kg         |
| Arany | Nakatani Takehide | Cselgáncs     | Könnyűsúly                 |
| Arany | Okano Iszao | Cselgáncs     | Középsúly                  |
| Arany | Inokuma Iszao | Cselgáncs     | Nehézsúly                  |
| Arany | Szakurai Takao | Ökölvívás     | Harmatsúly                 |
| Arany | Nemzeti válogatott Sibuki Ajano Mijamoto Emiko Sinozaki Jóko Macumura Josiko Fudzsimoto Júko Handa Juriko Macumura Kacumi Tanida Kinuko Kaszai Maszae Kondó Maszako Iszobe Szata Szaszaki Szecuko                    | Röplabda      | Női                        |
| Arany | Mijake Josinobu | Súlyemelés    | 60 kg                      |
| Arany | Jamasita Haruhiro | Torna         | Férfi ugrás                |
| Arany | Endó Jukio | Torna         | Férfi korlát               |
| Arany | Hajata Takudzsi | Torna         | Férfi gyűrű                |
| Arany | Endó Jukio | Torna         | Férfi egyéni összetett     |
| Arany | Curumi Súdzsi Endó Jukio Hajata Takudzsi Jamasita Haruhiro Micukuri Takasi Ono Takasi | Torna         | Férfi csapat összetett     |
| Ezüst | Kaminaga Akio | Cselgáncs     | Nyílt                      |
| Ezüst | Endó Jukio | Torna         | Férfi talaj                |
| Ezüst | Curumi Súdzsi | Torna         | Férfi korlát               |
| Ezüst | Curumi Súdzsi | Torna         | Férfi lólengés             |
| Ezüst | Curumi Súdzsi | Torna         | Férfi egyéni összetett     |
| Bronz | Cuburaja Kókicsi | Atlétika      | Férfi maraton              |
| Bronz | Horiucsi Ivao | Birkózás      | Szabadfogás, 70 kg         |
| Bronz | Nemzeti válogatott Kojama Cutomu Szató Jaszutaka Demacsi Jutaka Nakamura Júzo Nekoda Kacutosi Minami Maszajuki Ikeda Naohiro Szugavara Szadatosi Tokutomi Takesi Morijama Teruhisza Higucsi Tokihiko Koszedo Tosiaki | Röplabda      | Férfi                      |
| Bronz | Josikava Josihisza | Sportlövészet | Szabadpisztoly             |
| Bronz | Icsinoszeki Siró | Súlyemelés    | 56 kg                      |
| Bronz | Óucsi Maszasi | Súlyemelés    | 75 kg                      |
| Bronz | Siraszu-Aihara Tosiko Cudzsi Hiroko Abukava-Csiba Ginko Tanaka-Ikeda Keiko Nakamura Taniko Ono Kijoko | Torna         | Női csapat összetett       |
| Bronz | Ivaszaki Kunihiro Fukui Makoto Okabe Jukiaki Sódzsi Tosio Jamanaka Cujosi | Úszás         | Férfi 4 × 200 m gyorsváltó |

## Atlétika
Férfi
| Versenyző                                                 | Versenyszám     | Előfutam | Előfutam | Előfutam | Negyeddöntő | Negyeddöntő | Negyeddöntő | Elődöntő | Elődöntő | Elődöntő | Döntő    | Döntő    |
| Versenyző                                                 | Versenyszám     | Idő      | Hely.    | Össz.    | Idő         | Hely.       | Össz.       | Idő      | Hely.    | Össz.    | Idő      | Helyezés |
| --------------------------------------------------------- | --------------- | -------- | -------- | -------- | ----------- | ----------- | ----------- | -------- | -------- | -------- | -------- | -------- |
| Iidzsima Hideo                                            | 100 m           | 10,40    | 1.       | 1.       | 10,50       | 3.          | 14.*        | 10,63    | 7.       | 14.      | kiesett  | kiesett  |
| Kamata Maszaru                                            | 100 m           | 10,94    | 6.       | 54.*     | kiesett     | kiesett     | kiesett     | kiesett  | kiesett  | kiesett  | kiesett  | kiesett  |
| Hajasze Hirotada                                          | 400 m           | 48,5     | 6.       | 43.      | kiesett     | kiesett     | kiesett     | kiesett  | kiesett  | kiesett  | kiesett  | kiesett  |
| Morimoto Mamoru                                           | 800 m           | 1:49,9   | 3.       | 18.**    |             |             |             | 1:47,7   | 6.       | 13.      | kiesett  | kiesett  |
| Jamagucsi Tóicsi                                          | 1500 m          | 3:56,7   | 10.      | 37.*     |             |             |             | kiesett  | kiesett  | kiesett  | kiesett  | kiesett  |
| Ivasita Szacuo                                            | 5000 m          | 14:18,4  | 6.       | 30.      |             |             |             |          |          |          | kiesett  | kiesett  |
| Vatanabe Kazumi                                           | 10 000 m        |          |          |          |             |             |             |          |          |          | 31:00,6  | 28.      |
| Funai Teruo                                               | 10 000 m        |          |          |          |             |             |             |          |          |          | 29:33,2  | 14.      |
| Cuburaja Kókicsi                                          | 10 000 m        |          |          |          |             |             |             |          |          |          | 28:59,4  | 6.       |
| Cuburaja Kókicsi                                          | Maraton         |          |          |          |             |             |             |          |          |          | 2:16:22  |          |
| Kimihara Kendzsi                                          | Maraton         |          |          |          |             |             |             |          |          |          | 2:19:49  | 8.       |
| Teraszava Tóru                                            | Maraton         |          |          |          |             |             |             |          |          |          | 2:23:09  | 15.      |
| Tanaka Akira                                              | 110 m gát       | 14,58    | 6.       | 17.      |             |             |             | kiesett  | kiesett  | kiesett  | kiesett  | kiesett  |
| Jaszuda Hirokazu                                          | 110 m gát       | 14,53    | 3.       | 15.      |             |             |             | 14,30    | 7.       | 14.      | kiesett  | kiesett  |
| Ógusi Keidzsi                                             | 400 m gát       | 53,6     | 5.       | 28.      |             |             |             | kiesett  | kiesett  | kiesett  | kiesett  | kiesett  |
| Iidzsima Keiki                                            | 400 m gát       | 52,8     | 5.       | 23.*     |             |             |             | kiesett  | kiesett  | kiesett  | kiesett  | kiesett  |
| Jui Kijoo                                                 | 400 m gát       | 54,7     | 7.       | 35.      |             |             |             | kiesett  | kiesett  | kiesett  | kiesett  | kiesett  |
| Jokomizo Szaburó                                          | 3000 m akadály  | 9:04,6   | 9.       | 24.      |             |             |             |          |          |          | kiesett  | kiesett  |
| Szaruvatari Takecugu                                      | 3000 m akadály  | 8:46,6   | 7.       | 14.      |             |             |             |          |          |          | kiesett  | kiesett  |
| Okuzava Zendzsi                                           | 3000 m akadály  | 8:50,0   | 5.       | 16.      |             |             |             |          |          |          | kiesett  | kiesett  |
| Naitó Jaszuo                                              | 20 km gyaloglás |          |          |          |             |             |             |          |          |          | kizárták | kizárták |
| Kuribajasi Kiue                                           | 20 km gyaloglás |          |          |          |             |             |             |          |          |          | 1:43:07  | 25.      |
| Isiguro Noboru                                            | 20 km gyaloglás |          |          |          |             |             |             |          |          |          | 1:39:40  | 23.      |
| Szaitó Kazuo                                              | 50 km gyaloglás |          |          |          |             |             |             |          |          |          | 4:43:01  | 25.      |
| Miva Szumio                                               | 50 km gyaloglás |          |          |          |             |             |             |          |          |          | 4:52:00  | 27.      |
| Edzsiri Tadamasza                                         | 50 km gyaloglás |          |          |          |             |             |             |          |          |          | 4:37:31  | 22.      |
| Iidzsima Hideo Kamata Maszaru Aszai Kijosi Muro Jódzsiró  | 4 × 100 m váltó | 41,0     | 6.       | 16.      |             |             |             | 40,6     | 8.       | 15.      | kiesett  | kiesett  |
| Honda Tóru Hajasze Hirotada Amano Josihiro Josida Maszami | 4 × 400 m váltó | 3:12,3   | 5.       | 14.      |             |             |             |          |          |          | kiesett  | kiesett  |

| Versenyző          | Versenyszám   | Selejtező                | Selejtező                | Döntő    | Döntő    |
| Versenyző          | Versenyszám   | Eredmény                 | Helyezés                 | Eredmény | Helyezés |
| ------------------ | ------------- | ------------------------ | ------------------------ | -------- | -------- |
| Mijazaki Kinja     | Magasugrás    | 190 cm                   | 27.                      | kiesett  | kiesett  |
| Szugioka Kunijosi  | Magasugrás    | 200 cm                   | 24.                      | kiesett  | kiesett  |
| Morita Hiszao      | Rúdugrás      | 440 cm                   | 22.                      | kiesett  | kiesett  |
| Torii Josimasza    | Rúdugrás      | 440 cm                   | 24.                      | kiesett  | kiesett  |
| Ócubo Maszasi      | Rúdugrás      | 420 cm                   | 25.*                     | kiesett  | kiesett  |
| Jamada Hiroomi     | Távolugrás    | 746 cm                   | 12.                      | 716 cm   | 9.       |
| Kavazu Kóró        | Távolugrás    | 728 cm                   | 20.                      | kiesett  | kiesett  |
| Takajanagi Szatosi | Távolugrás    | 715 cm                   | 26.                      | kiesett  | kiesett  |
| Szakurai Kódzsi    | Hármasugrás   | 15,59 m                  | 17.                      | kiesett  | kiesett  |
| Okazaki Takajuki   | Hármasugrás   | 16,05 m                  | 7.                       | 15,90 m  | 10.      |
| Óta Tomio          | Hármasugrás   | érvényes kísérlet nélkül | érvényes kísérlet nélkül | kiesett  | kiesett  |
| Itokava Teruo      | Súlylökés     | 15,84 m                  | 21.                      | kiesett  | kiesett  |
| Kaneko Sóhei       | Diszkoszvetés | 46,46 m                  | 23.                      | kiesett  | kiesett  |
| Okamoto Noboru     | Kalapácsvetés | 61,51 m                  | 20.                      | kiesett  | kiesett  |
| Kaszahara Sóhei    | Kalapácsvetés | 61,87 m                  | 19.                      | kiesett  | kiesett  |
| Szugavara Takeo    | Kalapácsvetés | 63,84 m                  | 13.                      | 63,69 m  | 13.      |
| Kanai Hideta       | Gerelyhajítás | 65,85 m                  | 22.                      | kiesett  | kiesett  |
| Miki Takasi        | Gerelyhajítás | 68,70 m                  | 19.                      | kiesett  | kiesett  |

| Versenyző       | Versenyszám | 100 m | 100 m | Távolugrás | Távolugrás | Súlylökés | Súlylökés | Magasugrás | Magasugrás | 400 m | 400 m | 110 m gát | 110 m gát | Diszkoszvetés | Diszkoszvetés | Rúdugrás | Rúdugrás | Gerelyhajítás | Gerelyhajítás | 1500 m | 1500 m | Végeredmény | Végeredmény |
| Versenyző       | Versenyszám | Idő   | Pont  | Eredmény   | Pont       | Eredmény  | Pont      | Eredmény   | Pont       | Idő   | Pont  | Idő       | Pont      | Eredmény      | Pont          | Eredmény | Pont     | Eredmény      | Pont          | Idő    | Pont   | Pont        | Helyezés    |
| --------------- | ----------- | ----- | ----- | ---------- | ---------- | --------- | --------- | ---------- | ---------- | ----- | ----- | --------- | --------- | ------------- | ------------- | -------- | -------- | ------------- | ------------- | ------ | ------ | ----------- | ----------- |
| Szuzuki Sószuke | Tízpróba    | 11,1  | 780   | 653 cm     | 721        | 11,35 m   | 556       | 170 cm     | 588        | 50,8  | 770   | 16,5      | 703       | 35,24 m       | 589           | 425 cm   | 871      | 51,88 m       | 658           | 4:28,1 | 602    | 6838        | 15.         |

Női
| Versenyző                                            | Versenyszám     | Előfutam | Előfutam | Előfutam | Elődöntő | Elődöntő | Elődöntő | Döntő   | Döntő    |
| Versenyző                                            | Versenyszám     | Idő      | Hely.    | Össz.    | Idő      | Hely.    | Össz.    | Idő     | Helyezés |
| ---------------------------------------------------- | --------------- | -------- | -------- | -------- | -------- | -------- | -------- | ------- | -------- |
| Izava Makiko                                         | 200 m           | 25,4     | 5.       | 28.*     | kiesett  | kiesett  | kiesett  | kiesett | kiesett  |
| Ogava Kijoki                                         | 400 m           | 57,6     | 5.       | 17.      | 57,1     | 8.       | 15.      | kiesett | kiesett  |
| Kiszaki Maszako                                      | 800 m           | 2:18,6   | 7.       | 21.      | kiesett  | kiesett  | kiesett  | kiesett | kiesett  |
| Joda Ikuko                                           | 80 m gát        | 10,71    | 2.       | 3.*      | 10,72    | 2.       | 3.       | 10,72   | 5.       |
| Ezoe Reiko Joda Ikuko Mijamoto Ecuko Inogucsi Takako | 4 × 100 m váltó | 47,0     | 6.       | 11.      |          |          |          | kiesett | kiesett  |

| Versenyző              | Versenyszám   | Selejtező | Selejtező | Döntő    | Döntő    |
| Versenyző              | Versenyszám   | Eredmény  | Helyezés  | Eredmény | Helyezés |
| ---------------------- | ------------- | --------- | --------- | -------- | -------- |
| Torii Micuko           | Magasugrás    | 160 cm    | 23.       | kiesett  | kiesett  |
| Kómaru Emiko           | Távolugrás    | 566 cm    | 25.       | kiesett  | kiesett  |
| Kisimoto Szacsiko      | Távolugrás    | 587 cm    | 21.       | kiesett  | kiesett  |
| Obonai Szeiko          | Súlylökés     | 13,70 m   | 15.       | kiesett  | kiesett  |
| Ucsida-Jokojama Hiroko | Diszkoszvetés | 47,18 m   | 16.       | kiesett  | kiesett  |
| Szató Hiroko           | Gerelyhajítás | 49,92 m   | 9.        | 52,48 m  | 7.       |
| Katajama Miszako       | Gerelyhajítás | 49,23 m   | 11.       | 46,87 m  | 11.      |

| Versenyző       | Versenyszám | 80 m gát | 80 m gát | Súlylökés | Súlylökés | Magasugrás | Magasugrás | Távolugrás | Távolugrás | 200 m | 200 m | Végeredmény | Végeredmény |
| Versenyző       | Versenyszám | Idő      | Pont     | Eredmény  | Pont      | Eredmény   | Pont       | Eredmény   | Pont       | Idő   | Pont  | Pont        | Helyezés    |
| --------------- | ----------- | -------- | -------- | --------- | --------- | ---------- | ---------- | ---------- | ---------- | ----- | ----- | ----------- | ----------- |
| Takahasi Mijuki | Ötpróba     | 12,0     | 890      | 9,56 m    | 680       | 140 cm     | 721        | 551 cm     | 875        | 27,2  | 748   | 3914        | 18.         |

* - egy másik versenyzővel azonos időt/eredményt ért el

** - két másik versenyzővel azonos időt ért el

## Birkózás
Kötöttfogású
| Versenyző           | Versenyszám | 1. forduló                        | 2. forduló                          | 3. forduló                          | 4. forduló                    | 5. forduló                | Döntő                                                                                        | Helyezés    |
| Versenyző           | Versenyszám | Ellenfél Eredmény                 | Ellenfél Eredmény                   | Ellenfél Eredmény                   | Ellenfél Eredmény             | Ellenfél Eredmény         | Ellenfél Eredmény                                                                            | Helyezés    |
| ------------------- | ----------- | --------------------------------- | ----------------------------------- | ----------------------------------- | ----------------------------- | ------------------------- | -------------------------------------------------------------------------------------------- | ----------- |
| Hanahara Cutomu     | 52 kg       | Alker Imre (HUN) · kétvállas      | Armais Sayadov (URS) · 1-3          | Vaszíliosz Ganótisz (GRE) · 1-3     | Maurice Mewis (BEL) · 1-3     |                           | 2. mérkőzés · Dumitru Pîrvulescu (ROU) · kétvállas · 3. mérkőzés · Angel Kerezov (BUL) · 1-3 |             |
| Icsigucsi Maszamicu | 57 kg       | Nour Ullah Noor (AFG) · kétvállas | Friedrich Stange (EUA) · 1-3        | Varga János (HUN) · 1-3             | Cvjatko Paskulev (BUL) · 1-3  | Jiří Švec (TCH) · 1-3     | összesítés alapján                                                                           |             |
| Szakurama Kódzsi    | 63 kg       | Mario Tovar (MEX) · 1-3           | Antonio Senosa (PHI) · kétvállas    | Johann Marte (AUT) · 1-3            | Kazimierz Macioch (POL) · 1-3 | Roman Rurua (URS) · 3-1   | kiesett                                                                                      | 4.          |
| Fudzsita Tokuaki    | 70 kg       | Raúl Romero (ARG) · kétvállas     | Dimítriosz Szávasz (GRE) · 1-3      | Kurt Madsen (DEN) · 1-3             | Eero Tapio (FIN) · 2-2        | Stevan Horvat (YUG) · 2-2 | 2. mérkőzés · David Gvanceladze (URS) · 3-1 · 3. mérkőzés · Valeriu Bularcă (ROU) · 2-2      | 4.          |
| Kazama Szadao       | 78 kg       | Rudolf Vesper (EUA) · 2-2         | Rizmayer Antal (HUN) · 1-3          | Bertil Nyström (SWE) · 3-1          | kiesett                       | kiesett                   | kiesett                                                                                      | helyezetlen |
| Hiraki Kendzsiró    | 87 kg       | Jiří Kormaník (TCH) · kétvállas   | Raymond Schummer (LUX) · 1-3        | Stig Persson (SWE) · 2-2            | kiesett                       | kiesett                   | kiesett                                                                                      | helyezetlen |
| Nakaura Akira       | 97 kg       | Aimo Mäenpää (FIN) · 3-1          | Gıyasettin Yılmaz (TUR) · kétvállas | kiesett                             | kiesett                       | kiesett                   | kiesett                                                                                      | helyezetlen |
| Szugijama Cuneharu  | +97 kg      | Kozma István (HUN) · kétvállas    | erőnyerő                            | Wilfried Dietrich (EUA) · kétvállas | kiesett                       | kiesett                   | kiesett                                                                                      | helyezetlen |

Szabadfogású
| Versenyző        | Versenyszám | 1. forduló                          | 2. forduló                               | 3. forduló                          | 4. forduló                                | 5. forduló                  | Döntő                                                                                     | Helyezés    |
| Versenyző        | Versenyszám | Ellenfél Eredmény                   | Ellenfél Eredmény                        | Ellenfél Eredmény                   | Ellenfél Eredmény                         | Ellenfél Eredmény           | Ellenfél Eredmény                                                                         | Helyezés    |
| ---------------- | ----------- | ----------------------------------- | ---------------------------------------- | ----------------------------------- | ----------------------------------------- | --------------------------- | ----------------------------------------------------------------------------------------- | ----------- |
| Josida Josikacu  | 52 kg       | André Zoete (FRA) · kétvállas       | César del Rio (MEX) · kétvállas          | Cemal Yanılmaz (TUR) · 1-3          | Vincenzo Grassi (ITA) · kétvállas         | Ali Aliyev (URS) · 1-3      | 1. mérkőzés · Csang Cshangszon (Jang Chang-seon) (KOR) · 1-3                              |             |
| Uetake Jódzsiró  | 57 kg       | Karl Dodrimont (EUA) · kétvállas    | Walter Pilling (GBR) · kétvállas         | Muhammad Siraj-Din (PAK) · 1-3      | Cshö Jonggil (Choi Yeong-gil) (KOR) · 1-3 | David Auble (USA) · 1-3     | 1. mérkőzés · Ajdin Ibragimov (URS) · 1-3 · 3. mérkőzés · Hüseyin Akbaş (TUR) · 1-3       |             |
| Vatanabe Oszamu  | 63 kg       | Baldangiin Sanjaa (MGL) · kétvállas | John Smith (NRH) · kétvállas             | Raúl Romero (ARG) · kétvállas       | Reiner Schilling (EUA) · 1-3              | Sztancso Ivanov (BUL) · 1-3 | 2. mérkőzés · Nodar Hohasvili (URS) · 1-3 · Hozott eredmény · Sztancso Ivanov (BUL) · 1-3 |             |
| Horiucsi Ivao    | 70 kg       | Danzandarjaa Sereeter (MGL) · 1-3   | Matti Poikala (SWE) · 1-3                | Gregory Ruth (USA) · 1-3            | Abdollah Movahed (IRI) · 2-2              | Mahmut Atalay (TUR) · 1-3   | összesítés alapján                                                                        |             |
| Vatanabe Jaszuo  | 78 kg       | Ştefan Tâmpa (ROU) · 1-3            | Mohammad Ali Szanatkaran (IRI) · 3-1     | Martin Heinze (EUA) · 1-3           | Philip Oberlander (CAN) · 1-3             | kiesett                     | kiesett                                                                                   | 5.          |
| Szaszaki Tacuo   | 87 kg       | Günther Bauch (EUA) · 1-3           | Khorloogiin Bayanmönkh (MGL) · kétvállas | Daniel Brand (USA) · 3-1            | Hollósi Géza (HUN) · 2-2                  | kiesett                     | kiesett                                                                                   | 5.          |
| Kavano Sunicsi   | 97 kg       | Anthony Buck (GBR) · 1-3            | Vigh Imre (HUN) · 2-2                    | Gholamreza Takhti (IRI) · kétvállas | kiesett                                   | kiesett                     | kiesett                                                                                   | helyezetlen |
| Szaitó Maszanori | +97 kg      | erőnyerő                            | Arne Robertsson (SWE) · 2-2              | Denis McNamara (GBR) · kétvállas    | kiesett                                   |                             | kiesett                                                                                   | helyezetlen |

## Cselgáncs
| Versenyző         | Versenyszám | Csoportkör                                                                 | Csoportkör | Negyeddöntő                                             | Elődöntő                          | Döntő                       | Helyezés |
| Versenyző         | Versenyszám | Ellenfél Eredmény                                                          | Hely.      | Ellenfél Eredmény                                       | Ellenfél Eredmény                 | Ellenfél Eredmény           | Helyezés |
| ----------------- | ----------- | -------------------------------------------------------------------------- | ---------- | ------------------------------------------------------- | --------------------------------- | --------------------------- | -------- |
| Nakatani Takehide | Könnyűsúly  | 2. csoport · Udom Ratsamelongkorn (THA) · GY · Brian Jacks (GBR) · GY      | 1.         | Paul Maruyama (USA) · GY                                | Oleg Sztyepanov (URS) · GY        | Eric Hänni (SUI) · GY       |          |
| Okano Iszao       | Középsúly   | 8. csoport · Fernando Matos (POR) · GY · Jorge Lugo (VEN) · GY             | 1.         | Lionel Grossain (FRA) · GY                              | Kim Ithe (Kim Eui-tae) (KOR) · GY | Wolfgang Hofmann (EUA) · GY |          |
| Inokuma Iszao     | Nehézsúly   | 4. csoport · Michel Casella (ARG) · GY · Ang Teck Bee (MAS) · visszalépett | 1.         | Kim Dzsongdal (Kim Jong-dal) (KOR) · GY                 | Anzor Kiknadze (URS) · GY         | Doug Rogers (CAN) · GY      |          |
| Kaminaga Akio     | Nyílt       | 1. csoport · Anton Geesink (NED) · V · Alan Petherbridge (GBR) · GY        | 2.         | Vigaszág · John Ryan (IRL) · GY · Thomas Ong (PHI) · GY | Klaus Glahn (EUA) · GY            | Anton Geesink (NED) · V     |          |

## Evezés
| Versenyző | Versenyszám              | Előfutam | Előfutam | Vigaszág | Vigaszág | Döntő   | Döntő   | Döntő   | Helyezés    |
| Versenyző | Versenyszám              | Idő      | Hely.    | Idő      | Hely.    | Típus   | Idő     | Hely.   | Helyezés    |
| --- | ------------------------ | -------- | -------- | -------- | -------- | ------- | ------- | ------- | ----------- |
| Kaszagi Szatoomi | Egypárevezős             | 8:16,96  | 4.       | 8:13,44  | 3.       | B       | 7:37,90 | 5.      | 11.         |
| Hoszoja Szuszumi Murasze Jaszusi | Kétpárevezős             | 7:25,64  | 3.       | 7:18,98  | 3.       | B       | 7:15,22 | 4.      | 10.         |
| Kógo Takao Kuroszaki Norimasza | Kormányos nélküli kettes | 7:48,15  | 5.       | 7:54,53  | 4.       | kiesett | kiesett | kiesett | helyezetlen |
| Hamada Tosihiro Ihara Kacuhiko Takacuki Maszahiro (kormányos)                                                                                | Kormányos kettes         | 8:32,51  | 5.       | 8:05,30  | 4.       | kiesett | kiesett | kiesett | helyezetlen |
| Miki Sunszuke Cukamoto Kódzsu Honma Jaszudzsi Kimura Bunzó                                                                                   | Kormányos nélküli négyes | 7:24,35  | 5.       | 7:00,29  | 3.       | B       | 6:51,60 | 6.      | 12.         |
| Óe Hideo Macuda Jukio Aida Hideaki Jamanoucsi Maszakacu Josino Noriicsi (kormányos)                                                          | Kormányos négyes         | 7:10,77  | 5.       | 7:31,60  | 4.       | kiesett | kiesett | kiesett | helyezetlen |
| Szató Naodzsi Mijano Kóicsi Itó Cugio Ogaszavara Cuneo Ónisi Josihiro Haszegava Sin Isikava Hadzsime Kikucsi Rjúzo Mandai Oszamu (kormányos) | Nyolcas                  | 6:16,67  | 3.       | 6:10,15  | 2.       | B       | 6:05,14 | 4.      | 10.         |

## Gyeplabda
| Japán férfi gyeplabdacsapat-játékoskeret                                                                                   | Japán férfi gyeplabdacsapat-játékoskeret                                                            |
| --- | --------------------------------------------------------------------------------------------------- |
| - Ivahasi Kunio - Jamagucsi Dzsunicsi - Jamaoka Tosihiko - Júzaki Kacuhiro - Júzaki Cuneja - Kaoku Sigeo - Kihara Szeidzsi | - Miva Hirosi - Okabe Micsio - Takasima Akio - Takizava Kendzsi - Tanaka Hirosi - Vakabajasi Tecuja |

### Eredmények
Csoportkör
A csoport
| Csapat               | M | Gy | D | V | G+ | G– | Gk  | P  |
| -------------------- | - | -- | - | - | -- | -- | --- | -- |
| Pakisztán (PAK)      | 6 | 6  | 0 | 0 | 17 | 3  | +14 | 12 |
| Ausztrália (AUS)     | 6 | 4  | 0 | 2 | 16 | 5  | +11 | 8  |
| Kenya (KEN)          | 6 | 3  | 1 | 2 | 7  | 9  | –2  | 7  |
| Japán (JPN)          | 6 | 3  | 0 | 3 | 6  | 6  | 0   | 6  |
| Nagy-Britannia (GBR) | 6 | 2  | 0 | 4 | 5  | 12 | –7  | 4  |
| Rodézia (RHO)        | 6 | 1  | 1 | 4 | 4  | 16 | –12 | 3  |
| Új-Zéland (NZL)      | 6 | 1  | 0 | 5 | 6  | 10 | –4  | 2  |

| 1964. október 11. 11:40 | Pakisztán (PAK) | 1 – 0   | Japán (JPN) |  |
| 1964. október 11. 11:40 | Hussain Atif    | (1 – 0) |             |  |

| 1964. október 13. 10:00 | Ausztrália (AUS)      | 3 – 1   | Japán (JPN) |  |
| 1964. október 13. 10:00 | McWatters Evans Smart | (1 – 0) | Júzaki      |  |

| 1964. október 15. 11:40 | Japán (JPN) | 1 – 0   | Új-Zéland (NZL) |  |
| 1964. október 15. 11:40 | Takasima    | (1 – 0) |                 |  |

| 1964. október 16. 10:00 | Kenya (KEN) | 0 – 2   | Japán (JPN)      |  |
| 1964. október 16. 10:00 |             | (0 – 1) | Tanaka Jamagucsi |  |

| 1964. október 18. 14:15 | Japán (JPN) | 2 – 1   | Rodézia (RHO) |  |
| 1964. október 18. 14:15 | Takasima 2  | (1 – 0) | Spence        |  |

| 1964. október 19. 11:40 | Nagy-Britannia (GBR) | 1 – 0   | Japán (JPN) |  |
| 1964. október 19. 11:40 | Cutter               | (0 – 0) |             |  |

Az 5–8. helyért
| 1964. október 21. 12:00 | Egyesült Német Csapat (EUA) | 5 – 1   | Japán (JPN) |  |
| 1964. október 21. 12:00 | Westphal 3 Freiberger 2     | (3 – 1) | Kihara      |  |

| Csapat      | Helyezés |
| ----------- | -------- |
| Japán (JPN) | 8.       |

## Kajak-kenu
Férfi
| Versenyző                                                | Versenyszám         | Előfutam | Előfutam | Vigaszág | Vigaszág | Elődöntő | Elődöntő | Döntő   | Döntő    |
| Versenyző                                                | Versenyszám         | Idő      | Hely.    | Idő      | Hely.    | Idő      | Hely.    | Idő     | Helyezés |
| -------------------------------------------------------- | ------------------- | -------- | -------- | -------- | -------- | -------- | -------- | ------- | -------- |
| Sigasijama Hideo                                         | Kajak egyes 1000 m  | 4:17,47  | 6.       | 4:42,93  | 1.       | 4:17,44  | 4.       | kiesett | kiesett  |
| Kobajasi Hideo Kasimura Kacufusza                        | Kajak kettes 1000 m | 4:00,94  | 8.       | 4:03,67  | 4.       | kiesett  | kiesett  | kiesett | kiesett  |
| Etó Izumi Szató Tadamasza Szumimoto Tomio Umezava Júdzsi | Kajak négyes 1000 m | 3:33,25  | 8.       | 3:34,68  | 4.       | kiesett  | kiesett  | kiesett | kiesett  |
| Josio Sódzsi                                             | Kenu egyes 1000 m   | 5:05,11  | 4.       | 5:00,88  | 4.       |          |          | kiesett | kiesett  |
| Ivamura Sunicsi Honda Daiszaburó                         | Kenu kettes 1000 m  | 4:25,86  | 5.       | 4:40,54  | 4.       |          |          | kiesett | kiesett  |

Női
| Versenyző                  | Versenyszám        | Előfutam | Előfutam | Vigaszág | Vigaszág | Döntő   | Döntő    |
| Versenyző                  | Versenyszám        | Idő      | Hely.    | Idő      | Hely.    | Idő     | Helyezés |
| -------------------------- | ------------------ | -------- | -------- | -------- | -------- | ------- | -------- |
| Ósima Hiroko Okamoto Keiko | Kajak kettes 500 m | 2:14,53  | 5.       | 2:18,39  | 4.       | kiesett | kiesett  |

## Kerékpározás

### Országúti kerékpározás
| Versenyző                                                   | Versenyszám     | Idő                    | Helyezés |
| ----------------------------------------------------------- | --------------- | ---------------------- | -------- |
| Jamao Hirosi                                                | Mezőnyverseny   | 5:10:38,00 (+30:48,37) | 105.     |
| Cudzsi Maszanori                                            | Mezőnyverseny   | kizárták               | kizárták |
| Ómija Maszasi                                               | Mezőnyverseny   | 4:39:51,76 (+0:00,13)  | 37.      |
| Akamacu Tosiró                                              | Mezőnyverseny   | 5:27:10,00 (+47:18,37) | 106.     |
| Fukuhara Hirocugu Simura Josio Ómija Maszasi Kató Takehisza | Csapat időfutam | 2:40:13,27 (+13:42,08) | 19.      |

### Pálya-kerékpározás
Sprintverseny
| Versenyző      | Versenyszám  | 1. forduló                                              | 1. forduló | Vigaszág selejtező                             | Vigaszág selejtező | Vigaszág döntő       | Vigaszág döntő | Nyolcaddöntő                                      | Nyolcaddöntő | Vigaszág selejtező                                  | Vigaszág selejtező | Vigaszág döntő       | Vigaszág döntő | Negyeddöntő          | Elődöntő             | Döntő                | Helyezés    |
| Versenyző      | Versenyszám  | Ellenfelek Győztes idő                                  | Hely.      | Ellenfelek Győztes idő                         | Hely.              | Ellenfél Győztes idő | Hely.          | Ellenfelek Győztes idő                            | Hely.        | Ellenfelek Győztes idő                              | Hely.              | Ellenfél Győztes idő | Hely.          | Ellenfél Győztes idő | Ellenfél Győztes idő | Ellenfél Győztes idő | Helyezés    |
| -------------- | ------------ | ------------------------------------------------------- | ---------- | ---------------------------------------------- | ------------------ | -------------------- | -------------- | ------------------------------------------------- | ------------ | --------------------------------------------------- | ------------------ | -------------------- | -------------- | -------------------- | -------------------- | -------------------- | ----------- |
| Szató Kacuhiko | Férfi egyéni | José Mercado (MEX) · Jackie Simes (USA) · 11,92         | 1.         |                                                |                    |                      |                | Willi Fuggerer (EUA) · Ivan Kučírek (TCH) · 12,15 | 3.           | Omar Phakadze (URS) · Thomas Harrison (AUS) · 11,70 | 3.                 | kiesett              | kiesett        | kiesett              | kiesett              | kiesett              | helyezetlen |
| Kavacsi Cujosi | Férfi egyéni | Ulrich Schillinger (EUA) · Niels Fredborg (DEN) · 12,60 | 3.         | Roger Gibbon (TRI) · Tim Phivana (CAM) · 11,65 | 2.                 | kiesett              | kiesett        | kiesett                                           | kiesett      | kiesett                                             | kiesett            | kiesett              | kiesett        | kiesett              | kiesett              | kiesett              | helyezetlen |

Időfutam
| Versenyző      | Versenyszám  | Idő     | Helyezés |
| -------------- | ------------ | ------- | -------- |
| Szató Kacuhiko | Férfi egyéni | 1:11,68 | 10.      |

Tandem
| Versenyző                      | Versenyszám     | 1. forduló                                                   | Vigaszág selejtező                                                                                             | Vigaszág selejtező | Vigaszág döntő         | Vigaszág döntő | Negyeddöntő          | Elődöntő             | Döntő                | Helyezés    |
| Versenyző                      | Versenyszám     | Ellenfél Győztes idő                                         | Ellenfél Győztes idő                                                                                           | Hely.              | Ellenfelek Győztes idő | Hely.          | Ellenfél Győztes idő | Ellenfél Győztes idő | Ellenfél Győztes idő | Helyezés    |
| ------------------------------ | --------------- | ------------------------------------------------------------ | --- | ------------------ | ---------------------- | -------------- | -------------------- | -------------------- | -------------------- | ----------- |
| Madarame Hideo Tesima Tosimicu | Férfi kétüléses | Magyarország (HUN) · Bicskey Richárd · Habony Ferenc · 10,97 | Franciaország (FRA) · Daniel Morelon · Pierre Trentin · Mexikó (MEX) · José Mercado · José Luis Tellez · 13,49 | 3.                 | kiesett                | kiesett        | kiesett              | kiesett              | kiesett              | helyezetlen |

Üldözőversenyek
| Versenyző                                                   | Versenyszám  | Selejtező                                                                                                | Selejtező | Selejtező | Negyeddöntő  | Negyeddöntő | Negyeddöntő | Elődöntő     | Elődöntő  | Elődöntő | Döntő        | Döntő     | Helyezés    |
| Versenyző                                                   | Versenyszám  | Ellenfél Idő                                                                                             | Saját idő | Hely.     | Ellenfél Idő | Saját idő   | Hely.       | Ellenfél Idő | Saját idő | Hely.    | Ellenfél Idő | Saját idő | Helyezés    |
| ----------------------------------------------------------- | ------------ | --- | --------- | --------- | ------------ | ----------- | ----------- | ------------ | --------- | -------- | ------------ | --------- | ----------- |
| Jamafudzsi Hiromi                                           | Férfi egyéni | Martín Rodríguez (COL) · 5:17,77                                                                         | 5:17,57   | 1.        | kiesett      | kiesett     | kiesett     | kiesett      | kiesett   | kiesett  | kiesett      | kiesett   | helyezetlen |
| Itó Fudzsio Jamafudzsi Hiromi Takahasi Kószaku Hotogi Norio | Férfi csapat | India (IND) · Amar Singh Billing · Dalbir Singh Gill · Chetan Singh Hari · Amar Singh Sokhi · lekörözték | 4:55,04   | 1.        | kiesett      | kiesett     | kiesett     | kiesett      | kiesett   | kiesett  | kiesett      | kiesett   | helyezetlen |

## Kosárlabda
| Japán férfi kosárlabdacsapat-játékoskeret                                                            | Japán férfi kosárlabdacsapat-játékoskeret                                                          |
| --- | -------------------------------------------------------------------------------------------------- |
| - Kodama Akira - Morojama Fumihiko - Egava Jositaka - Vakabajasi Kaoru - Cunoda Kacudzsi - Bai Kacuo | - Nakamura Kunihiko - Siga Maszasi - Kaiho Nobuo - Fudzsie Szeidzsi - Nara Szecuo - Maszuda Takasi |

### Eredmények
Csoportkör
A csoport
| Csapat              | M | Gy | V | P+  | P–  | Pk   |
| ------------------- | - | -- | - | --- | --- | ---- |
| Szovjetunió (URS)   | 7 | 7  | 0 | 562 | 424 | +138 |
| Puerto Rico (PUR)   | 7 | 5  | 2 | 493 | 454 | +39  |
| Lengyelország (POL) | 7 | 4  | 3 | 467 | 448 | +19  |
| Olaszország (ITA)   | 7 | 4  | 3 | 495 | 480 | +15  |
| Mexikó (MEX)        | 7 | 3  | 4 | 485 | 514 | –29  |
| Japán (JPN)         | 7 | 3  | 4 | 421 | 428 | –7   |
| Magyarország (HUN)  | 7 | 2  | 5 | 407 | 469 | –62  |
| Kanada (CAN)        | 7 | 0  | 7 | 408 | 521 | –113 |

| 1964. október 11. 17:30 | Puerto Rico (PUR) | 65 – 55 | Japán (JPN) |  |
| 1964. október 11. 17:30 | (22–24)           |         |             |  |

| 1964. október 12. 12:15 | Lengyelország (POL) | 81 – 57 | Japán (JPN) |  |
| 1964. október 12. 12:15 | (32–27)             |         |             |  |

| 1964. október 13. 19:00 | Japán (JPN) | 58 – 37 | Kanada (CAN) |  |
| 1964. október 13. 19:00 | (25–16)     |         |              |  |

| 1964. október 14. 12:00 | Japán (JPN) | 58 – 41 | Magyarország (HUN) |  |
| 1964. október 14. 12:00 | (24–26)     |         |                    |  |

| 1964. október 16. 17:30 | Szovjetunió (URS) | 72 – 59 | Japán (JPN) |  |
| 1964. október 16. 17:30 | (33–28)           |         |             |  |

| 1964. október 17. 9:00 | Japán (JPN) | 72 – 68 | Olaszország (ITA) |  |
| 1964. október 17. 9:00 | (32–32)     |         |                   |  |

| 1964. október 18. 16:00 | Mexikó (MEX) | 64 – 62 | Japán (JPN) |  |
| 1964. október 18. 16:00 | (34–30)      |         |             |  |

A 9–12. helyért
| 1964. október 21. 15:30 | Japán (JPN) | 54 – 45 | Finnország (FIN) |  |
| 1964. október 21. 15:30 | (31–24)     |         |                  |  |

A 9. helyért
| 1964. október 23. 15:30 | Ausztrália (AUS) | 64 – 57 | Japán (JPN) |  |
| 1964. október 23. 15:30 | (30–29)          |         |             |  |

| Csapat      | Helyezés |
| ----------- | -------- |
| Japán (JPN) | 10.      |

## Labdarúgás
| Japán labdarúgócsapat-játékoskeret                                                                                   | Japán labdarúgócsapat-játékoskeret                                                                             |
| --- | --- |
| - Ogi Aritacu - Katajama Hirosi - Kami Hiszao - Jokojama Kenzó - Kamamoto Kunisige - Vatanabe Maszasi - Kamata Micuo | - Szuzuki Rjózó - Szugijama Rjúicsi - Kavabucsi Szaburó - Jaegasi Sigeo - Mijamoto Teruki - Jamagucsi Jositada |

### Eredmények
Csoportkör
D csoport
| Csapat      | M            | Gy           | D            | V            | G+           | G–           | Gk           | P            |              |
| ----------- | ------------ | ------------ | ------------ | ------------ | ------------ | ------------ | ------------ | ------------ | ------------ |
| Ghána       | 2            | 1            | 1            | 0            | 4            | 3            | +1           | 3            |              |
| Japán       | 2            | 1            | 0            | 1            | 5            | 5            | 0            | 2            |              |
| Argentína   | 2            | 0            | 1            | 1            | 3            | 4            | –1           | 1            |              |
| Olaszország | visszalépett | visszalépett | visszalépett | visszalépett | visszalépett | visszalépett | visszalépett | visszalépett | visszalépett |

| 1964. október 14. 14:00 |

| Japán (JPN)                         | 3–2               | Argentína         |
| ----------------------------------- | ----------------- | ----------------- |
| Szugijama 54' Kavabucsi 81' Ogi 82' | (0–1) Jegyzőkönyv | Domínguez 24' 62' |

| Komazava stadion, Tokió Játékvezető: Aleksander Skoric (jugoszláv) Asszisztensek: Menáhém Askenází (izraeli), Ashgar Tehrani (iráni) |

| 1964. október 16. 14:00 |

| Ghána (GHA)                                  | 3–2               | Japán                     |
| -------------------------------------------- | ----------------- | ------------------------- |
| Agyemang-Gyau 27' Acquah 69' Aggrey-Fynn 80' | (1–1) Jegyzőkönyv | Szugijama 12' Jaegasi 52' |

| Komazava stadion, Tokió Játékvezető: Cornel Nitescu (román) Asszisztensek: Aleksandar Skoric (jugoszláv), Gregg De Silva (maláj) |

Negyeddöntő
| 1964. október 18. 14:00 |

| Csehszlovákia (TCH)                  | 4–0               | Japán |
| ------------------------------------ | ----------------- | ----- |
| Brumovský 43' 59' Vojta 69' Mráz 86' | (1–0) Jegyzőkönyv |       |

| Komazava stadion, Tokió Játékvezető: Eunapio G. De Queiroz (brazil) Asszisztensek: Miguel Comesaña (argentin), Mahmoud Hussein Iman (egyiptomi) |

Az 5–8. helyért
| 1964. október 20. |

| Japán (JPN)  | 1–6               | Jugoszlávia                        |
| ------------ | ----------------- | ---------------------------------- |
| Kamamoto 61' | (0–4) Jegyzőkönyv | Zambata 3' 5' 43' 63' Osim 28' 60' |

| Nagai stadion, Oszaka Nézőszám: 20 000 Játékvezető: Hussein Imamu (egyiptomi) Asszisztensek: Eunapio De Queiroz (brazil), Zsolt István (magyar) |

| Csapat      | Helyezés |
| ----------- | -------- |
| Japán (JPN) | 8.       |

## Lovaglás
Díjlovaglás
| Versenyző                                      | Ló                              | Versenyszám | Selejtező | Selejtező | Döntő   | Döntő   | Végeredmény | Végeredmény |
| Versenyző                                      | Ló                              | Versenyszám | Pont      | Hely.     | Pont    | Hely.   | Pont        | Helyezés    |
| ---------------------------------------------- | ------------------------------- | ----------- | --------- | --------- | ------- | ------- | ----------- | ----------- |
| Inoue Kikuko                                   | Kacunobori (勝登)               | Egyéni      | 648,0     | 16.       | kiesett | kiesett | 648,0       | 16.         |
| Okabe Nagahira                                 | Seiha                           | Egyéni      | 589,5     | 19.       | kiesett | kiesett | 589,5       | 19.         |
| Macudaira Joricune                             | Hamacsidori II (浜千鳥II)       | Egyéni      | 542,0     | 21.       | kiesett | kiesett | 542,0       | 21.         |
| Inoue Kikuko Okabe Nagahira Macudaira Joricune | Kacunobori Seiha Hamashidori II | Csapat      |           |           |         |         | 1779,5      | 6.          |

Díjugratás
| Versenyző                                | Ló                         | Versenyszám | 1. forduló    | 1. forduló    | 2. forduló | 2. forduló | Összesen    | Összesen    |
| Versenyző                                | Ló                         | Versenyszám | Pont          | Hely.         | Pont       | Hely.      | Pont        | Helyezés    |
| ---------------------------------------- | -------------------------- | ----------- | ------------- | ------------- | ---------- | ---------- | ----------- | ----------- |
| Hokecu Hirosi                            | Raro                       | Egyéni      | 63,75         | 41.           | 48,00      | 39.        | 111,75      | 40.         |
| Szasza Sinzó                             | Snaefell                   | Egyéni      | 46,75         | 39.           | 24,00      | 31.        | 70,75       | 38.         |
| Kagejama Júzó                            | Tokinoarasi (トキノアラシ) | Egyéni      | nem ért célba | nem ért célba | kiesett    | kiesett    | helyezetlen | helyezetlen |
| Hokecu Hirosi Szasza Sinzó Kagejama Júzó | Raro Snaefell Tokinoarasi  | Csapat      | 196,75        | 13.           | 143,25     | 12.        | 340,00      | 12.         |

Lovastusa
| Versenyző                                        | Ló                | Versenyszám | Díjlovaglás | Díjlovaglás | Tereplovaglás | Tereplovaglás | Díjugratás | Díjugratás | Végeredmény | Végeredmény |
| Versenyző                                        | Ló                | Versenyszám | Bünt.       | Hely.       | Bünt.         | Hely.         | Bünt.      | Hely.      | Bünt.       | Helyezés    |
| ------------------------------------------------ | ----------------- | ----------- | ----------- | ----------- | ------------- | ------------- | ---------- | ---------- | ----------- | ----------- |
| Macudaira Maszaki                                | Nippó (日宝)      | Egyéni      | -73,33      | 41.         | nem ért célba | nem ért célba | kiesett    | kiesett    | kiesett     | kiesett     |
| Kacumoto Maszanori                               | Eiten (栄天)      | Egyéni      | -72,00      | 40.         | nem ért célba | nem ért célba | kiesett    | kiesett    | kiesett     | kiesett     |
| Csiba Mikio                                      | Mauta (真歌)      | Egyéni      | -63,67      | 28.         | -174,80       | 37.           | -30,00     | 26.        | -268,47     | 34.         |
| Maeda Rikutosi                                   | Hógecu (芳月)     | Egyéni      | -76,00      | 42.         | nem ért célba | nem ért célba | kiesett    | kiesett    | kiesett     | kiesett     |
| Macudaira Maszaki Kacumoto Maszanori Csiba Mikio | Nippó Eiten Mauta | Csapat      | -209,00     | 11.         | nem ért célba | nem ért célba | kiesett    | kiesett    | kiesett     | kiesett     |

## Műugrás
Férfi
| Versenyző       | Versenyszám        | Selejtező | Selejtező | Döntő   | Döntő    |
| Versenyző       | Versenyszám        | Pont      | Helyezés  | Pont    | Helyezés |
| --------------- | ------------------ | --------- | --------- | ------- | -------- |
| Tosza Tadao     | Egyéni műugrás     | 89,10     | 11.       | kiesett | kiesett  |
| Jamano Tosio    | Egyéni műugrás     | 81,74     | 21.       | kiesett | kiesett  |
| Kaneto Sunszuke | Egyéni műugrás     | 71,59     | 24.       | kiesett | kiesett  |
| Kaneto Sunszuke | Egyéni toronyugrás | 91,31     | 11.       | kiesett | kiesett  |
| Arimicu Jószuke | Egyéni toronyugrás | 90,56     | 14.       | kiesett | kiesett  |
| Ócubo Tosio     | Egyéni toronyugrás | 94,32     | 3.        | 142,05  | 8.       |

Női
| Versenyző             | Versenyszám        | Selejtező | Selejtező | Döntő   | Döntő    |
| Versenyző             | Versenyszám        | Pont      | Helyezés  | Pont    | Helyezés |
| --------------------- | ------------------ | --------- | --------- | ------- | -------- |
| Cutani-Mabucsi Kanoko | Egyéni műugrás     | 85,27     | 7.        | 125,28  | 7.       |
| Vatanabe Kumiko       | Egyéni műugrás     | 84,40     | 9.        | 120,34  | 9.       |
| Vatanabe Kumiko       | Egyéni toronyugrás | 43,50     | 18.       | kiesett | kiesett  |
| Hirosze-Kavai Hacuko  | Egyéni toronyugrás | 45,00     | 16.       | kiesett | kiesett  |
| Ószaki-Ócubo Keiko    | Egyéni toronyugrás | 45,20     | 15.       | kiesett | kiesett  |

## Ökölvívás
| Versenyző          | Versenyszám   | Selejtező         | 32-es főtábla                 | Nyolcaddöntő                 | Negyeddöntő                 | Elődöntő                         | Döntő                                    | Helyezés |
| Versenyző          | Versenyszám   | Ellenfél Eredmény | Ellenfél Eredmény             | Ellenfél Eredmény            | Ellenfél Eredmény           | Ellenfél Eredmény                | Ellenfél Eredmény                        | Helyezés |
| ------------------ | ------------- | ----------------- | ----------------------------- | ---------------------------- | --------------------------- | -------------------------------- | ---------------------------------------- | -------- |
| Josino Súta        | Légsúly       |                   | erőnyerő                      | Otto Babiasch (EUA) · 2-3    | kiesett                     | kiesett                          | kiesett                                  | 9.       |
| Szakurai Takao     | Harmatsúly    |                   | Brian Packer (GBR) · 4-1      | Isaac Aryee (GHA) · 5-0      | Nicolae Puiu (ROU) · 5-0    | Washington Rodríguez (URU) · 5-0 | Csong Sindzso (Jeong Sin-jo) (KOR) · RSC |          |
| Takajama Maszakuzu | Pehelysúly    |                   | Ian McLoughlin (NRH) · 5-0    | Piotr Gutman (POL) · RSC     | kiesett                     | kiesett                          | kiesett                                  | 9.       |
| Siratori Kanemaru  | Könnyűsúly    | erőnyerő          | Sammy Lee Amekudji (GHA) · KO | Ronald Harris (USA) · 0-5    | kiesett                     | kiesett                          | kiesett                                  | 9.       |
| Jonekura Hódzsi    | Kisváltósúly  | erőnyerő          | Miguel Velázquez (ESP) · 3-2  | Félix Betancourt (CUB) · 2-3 | kiesett                     | kiesett                          | kiesett                                  | 9.       |
| Hamada Kicsidzsiró | Váltósúly     |                   | Sayed Roudsari (IRI) · 5-0    | Manfredo Alipala (PHI) · 5-0 | Marian Kasprzyk (POL) · 0-5 | kiesett                          | kiesett                                  | 5.       |
| Maszuda Kódzsi     | Nagyváltósúly |                   | John Gibson (RHO) · RSC       | Joseph Gonzales (FRA) · 2-3  | kiesett                     | kiesett                          | kiesett                                  | 9.       |
| Tenma Hitosi       | Középsúly     |                   | Juan Aguilar (ARG) · 0-5      | kiesett                      | kiesett                     | kiesett                          | kiesett                                  | 17.      |
| Marujama Tadajuki  | Nehézsúly     |                   |                               | Athol McQueen (AUS) · 0-5    | kiesett                     | kiesett                          | kiesett                                  | 9.       |

## Öttusa
| Versenyző                                     | Versenyszám | Lovaglás | Lovaglás | Lovaglás | Vívás    | Vívás | Vívás | Lövészet | Lövészet | Lövészet | Úszás  | Úszás | Úszás | Futás   | Futás | Futás | Összesen    | Összesen |
| Versenyző                                     | Versenyszám | Idő      | Pont     | Hely.    | Eredmény | Pont  | Hely. | Pontszám | Pont     | Hely.    | Idő    | Pont  | Hely. | Idő     | Pont  | Hely. | Összes pont | Helyezés |
| --------------------------------------------- | ----------- | -------- | -------- | -------- | -------- | ----- | ----- | -------- | -------- | -------- | ------ | ----- | ----- | ------- | ----- | ----- | ----------- | -------- |
| Fukutome Josihide                             | Egyéni      | 3:31,4   | 1100     | 10.      | 11–25    | 424   | 34.   | 196      | 1020     | 5.       | 4:10,4 | 950   | 25.   | 14:29,4 | 1093  | 7.    | 4587        | 17.      |
| Ucsino Sigeaki                                | Egyéni      | 3:24,3   | 1070     | 21.      | 13–23    | 496   | 32.   | 196      | 1020     | 6.       | 3:57,4 | 1015  | 11.   | 14:54,2 | 1018  | 16.   | 4619        | 15.      |
| Mino Sigeaki                                  | Egyéni      | 3:16,2   | 1040     | 28.      | 16–20    | 604   | 26.   | 186      | 820      | 24.      | 4:20,1 | 900   | 31.   | 15:56,9 | 832   | 27.   | 4196        | 30.      |
| Fukutome Josihide Ucsino Sigeaki Mino Sigeaki | Csapat      |          | 3210     | 6.       |          | 1524  | 10.   |          | 2860     | 3.       |        | 2865  | 9.    |         | 2943  | 6.    | 13402       | 8.       |

## Röplabda

### Férfi
| Japán férfi röplabdacsapat-játékoskeret                                                                 | Japán férfi röplabdacsapat-játékoskeret                                                                           |
| --- | --- |
| - Kojama Cutomu - Szató Jaszutaka - Demacsi Jutaka - Nakamura Júzo - Nekoda Kacutosi - Minami Maszajuki | - Ikeda Naohiro - Szugavara Szadatosi - Tokutomi Takesi - Morijama Teruhisza - Higucsi Tokihiko - Koszedo Tosiaki |

#### Eredmények
Csoportkör
| 1964. október 13. 19:15 | Japán (JPN)         | 3 – 0 | Dél-Korea (KOR) |  |
| 1964. október 13. 19:15 | (17–15, 15–8, 15–3) |       |                 |  |

| 1964. október 14. 19:50 | Magyarország (HUN)   | 3 – 0 | Japán (JPN) |  |
| 1964. október 14. 19:50 | (15–12, 15–8, 15–12) |       |             |  |

| 1964. október 15. 19:15 | Csehszlovákia (TCH)         | 3 – 1 | Japán (JPN) |  |
| 1964. október 15. 19:15 | (9–15, 15–13, 15–12, 15–13) |       |             |  |

| 1964. október 17. 11:15 | Bulgária (BUL)              | 1 – 3 | Japán (JPN) |  |
| 1964. október 17. 11:15 | (10–15, 15–12, 6–15, 10–15) |       |             |  |

| 1964. október 18. 16:00 | Egyesült Államok (USA)       | 1 – 3 | Japán (JPN) |  |
| 1964. október 18. 16:00 | (12–15, 10–15, 15–13, 11–15) |       |             |  |

| 1964. október 19. 19:15 | Japán (JPN)                | 3 – 1 | Szovjetunió (URS) |  |
| 1964. október 19. 19:15 | (14–16, 15–5, 15–8, 15–10) |       |                   |  |

| 1964. október 21. 13:15 | Japán (JPN)                       | 3 – 2 | Brazília (BRA) |  |
| 1964. október 21. 13:15 | (15–12, 15–9, 12–15, 7–15, 15–11) |       |                |  |

| 1964. október 22. 19:40 | Japán (JPN)        | 3 – 0 | Románia (ROU) |  |
| 1964. október 22. 19:40 | (15–6, 15–9, 15–8) |       |               |  |

| 1964. október 23. 11:15 | Japán (JPN)               | 3 – 1 | Hollandia (NED) |  |
| 1964. október 23. 11:15 | (15–17, 15–4, 15–8, 15–5) |       |                 |  |

|          |                        |      | Mérkőzések | Mérkőzések | Szettek | Szettek | Szettek | Pontok | Pontok | Pontok |
| Helyezés | Csapat                 | Pont | Gy         | V          | Sz+     | Sz–     | SzA     | P+     | P–     | PA     |
| -------- | ---------------------- | ---- | ---------- | ---------- | ------- | ------- | ------- | ------ | ------ | ------ |
| Arany    | Szovjetunió (URS)      | 17   | 8          | 1          | 25      | 5       | 5,000   | 415    | 279    | 1,487  |
| Ezüst    | Csehszlovákia (TCH)    | 17   | 8          | 1          | 26      | 10      | 2,600   | 486    | 399    | 1,218  |
| Bronz    | Japán (JPN)            | 16   | 7          | 2          | 22      | 12      | 1,833   | 475    | 372    | 1,277  |
| 4.       | Románia (ROU)          | 15   | 6          | 3          | 19      | 15      | 1,267   | 432    | 394    | 1,096  |
| 5.       | Bulgária (BUL)         | 14   | 5          | 4          | 20      | 16      | 1,250   | 464    | 429    | 1,082  |
| 6.       | Magyarország (HUN)     | 13   | 4          | 5          | 18      | 18      | 1,000   | 449    | 466    | 0,964  |
| 7.       | Brazília (BRA)         | 12   | 3          | 6          | 13      | 23      | 0,565   | 410    | 474    | 0,865  |
| 8.       | Hollandia (NED)        | 11   | 2          | 7          | 11      | 24      | 0,458   | 378    | 482    | 0,784  |
| 9.       | Egyesült Államok (USA) | 11   | 2          | 7          | 10      | 23      | 0,435   | 360    | 450    | 0,800  |
| 10.      | Dél-Korea (KOR)        | 9    | 0          | 9          | 9       | 27      | 0,333   | 376    | 500    | 0,752  |

| Csapat      | Helyezés |
| ----------- | -------- |
| Japán (JPN) |          |

### Női
| Japán női röplabdacsapat-játékoskeret                                                              | Japán női röplabdacsapat-játékoskeret                                                               |
| -------------------------------------------------------------------------------------------------- | --------------------------------------------------------------------------------------------------- |
| - Sibuki Ajano - Mijamoto Emiko - Sinozaki Jóko - Macumura Josiko - Fudzsimoto Júko - Handa Juriko | - Macumura Kacumi - Tanida Kinuko - Kaszai Maszae - Kondó Maszako - Iszobe Szata - Szaszaki Szecuko |

#### Eredmények
Csoportkör
| 1964. október 11. 15:15 | Egyesült Államok (USA) | 0 – 3 | Japán (JPN) |  |
| 1964. október 11. 15:15 | (1–15, 5–15, 2–15)     |       |             |  |

| 1964. október 12. 19:15 | Románia (ROU)      | 0 – 3 | Japán (JPN) |  |
| 1964. október 12. 19:15 | (7–15, 3–15, 8–15) |       |             |  |

| 1964. október 14. 20:30 | Dél-Korea (KOR)    | 0 – 3 | Japán (JPN) |  |
| 1964. október 14. 20:30 | (3–15, 2–15, 4–15) |       |             |  |

| 1964. október 18. 13:50 | Lengyelország (POL)       | 1 – 3 | Japán (JPN) |  |
| 1964. október 18. 13:50 | (4–15, 5–15, 15–13, 2–15) |       |             |  |

| 1964. október 23. 19:35 | Japán (JPN)          | 3 – 0 | Szovjetunió (URS) |  |
| 1964. október 23. 19:35 | (15–11, 15–8, 15–13) |       |                   |  |

|          |                        |      | Mérkőzések | Mérkőzések | Szettek | Szettek | Szettek | Pontok | Pontok | Pontok |
| Helyezés | Csapat                 | Pont | Gy         | V          | Sz+     | Sz–     | SzA     | P+     | P–     | PA     |
| -------- | ---------------------- | ---- | ---------- | ---------- | ------- | ------- | ------- | ------ | ------ | ------ |
| Arany    | Japán (JPN)            | 10   | 5          | 0          | 15      | 1       | 15,000  | 238    | 93     | 2,559  |
| Ezüst    | Szovjetunió (URS)      | 9    | 4          | 1          | 12      | 3       | 4,000   | 212    | 97     | 2,186  |
| Bronz    | Lengyelország (POL)    | 8    | 3          | 2          | 10      | 6       | 1,667   | 180    | 162    | 1,111  |
| 4.       | Románia (ROU)          | 7    | 2          | 3          | 6       | 9       | 0,667   | 140    | 172    | 0,814  |
| 5.       | Egyesült Államok (USA) | 6    | 1          | 4          | 3       | 12      | 0,250   | 98     | 213    | 0,460  |
| 6.       | Dél-Korea (KOR)        | 5    | 0          | 5          | 0       | 15      | 0,000   | 94     | 225    | 0,418  |

| Csapat      | Helyezés |
| ----------- | -------- |
| Japán (JPN) |          |

## Sportlövészet
Férfi
| Versenyző          | Versenyszám                    | Pont | Helyezés |
| ------------------ | ------------------------------ | ---- | -------- |
| Kubo Kandzsi       | Gyorstüzelő pisztoly           | 587  | 8.       |
| Ocsiai Oszamu      | Gyorstüzelő pisztoly           | 579  | 24.      |
| Josikava Josihisza | Szabadpisztoly                 | 554  |          |
| Takahasi Sindzsi   | Szabadpisztoly                 | 536  | 26.      |
| Rinzaki Akihiro    | Sportpuska, fekvő              | 594  | 6.       |
| Isii Takao         | Sportpuska, fekvő              | 584  | 48.      |
| Isii Takao         | Sportpuska, összetett          | 1128 | 25.      |
| Szaitó Sigemi      | Sportpuska, összetett          | 1106 | 34.      |
| Szaitó Sigemi      | Szabadpuska, összetett (300 m) | 1096 | 20.      |
| Vatanuki Hadzsime  | Szabadpuska, összetett (300 m) | 1028 | 28.      |
| Szanami Micuo      | Trap                           | 189  | 15.      |
| Isige Tosijaszu    | Trap                           | 184  | 30.      |

## Súlyemelés
| Versenyző        | Versenyszám | Nyomás   | Nyomás   | Szakítás | Szakítás | Lökés    | Lökés    | Összesen | Helyezés |
| Versenyző        | Versenyszám | Eredmény | Helyezés | Eredmény | Helyezés | Eredmény | Helyezés | Összesen | Helyezés |
| ---------------- | ----------- | -------- | -------- | -------- | -------- | -------- | -------- | -------- | -------- |
| Furujama Jukio   | 56 kg       | 105,0    | 4.       | 100,0    | 8.       | 130,0    | 8.       | 335,0    | 6.       |
| Icsinoszeki Siró | 56 kg       | 100,0    | 9.       | 110,0    | 1.       | 137,5    | 2.       | 347,5    |          |
| Fukuda Hirosi    | 60 kg       | 120,0    | 3.       | 115,0    | 2.       | 140,0    | 5.       | 375,0    | 4.       |
| Mijake Josinobu  | 60 kg       | 122,5    | 1.       | 122,5    | 1.       | 152,5    | 1.       | 397,5    |          |
| Jamazaki Hirosi  | 67,5 kg     | 120,0    | 9.       | 120,0    | 4.       | 157,5    | 5.       | 397,5    | 6.       |
| Miva Szadahiro   | 75 kg       | 120,0    | 14.      | 132,5    | 3.       | 170,0    | 4.       | 422,5    | 5.       |
| Óucsi Maszasi    | 75 kg       | 140,0    | 1.       | 135,0    | 2.       | 162,5    | 6.       | 437,5    |          |

## Torna
Férfi
| Versenyző                                                                             | Versenyszám      | Selejtező | Selejtező | Döntő    | Döntő    |
| Versenyző                                                                             | Versenyszám      | Pontszám  | Helyezés  | Pontszám | Helyezés |
| ------------------------------------------------------------------------------------- | ---------------- | --------- | --------- | -------- | -------- |
| Curumi Súdzsi                                                                         | Talaj            | 19,10     | 9.        | kiesett  | kiesett  |
| Curumi Súdzsi                                                                         | Ugrás            | 19,30     | 6.        | 19,225   | 4.       |
| Curumi Súdzsi                                                                         | Korlát           | 19,50     | 2.        | 19,450   |          |
| Curumi Súdzsi                                                                         | Nyújtó           | 18,90     | 21.       | kiesett  | kiesett  |
| Curumi Súdzsi                                                                         | Gyűrű            | 19,35     | 5.        | 19,275   | 5.       |
| Curumi Súdzsi                                                                         | Lólengés         | 19,25     | 3.        | 19,325   |          |
| Curumi Súdzsi                                                                         | Egyéni összetett |           |           | 115,40   | **       |
| Endó Jukio                                                                            | Talaj            | 19,40     | 1.        | 19,350   | *        |
| Endó Jukio                                                                            | Ugrás            | 19,40     | 3.        | 19,075   | 6.       |
| Endó Jukio                                                                            | Korlát           | 19,55     | 1.        | 19,675   |          |
| Endó Jukio                                                                            | Nyújtó           | 19,40     | 3.        | 19,050   | 5.       |
| Endó Jukio                                                                            | Gyűrű            | 19,50     | 1.        | 19,250   | 6.       |
| Endó Jukio                                                                            | Lólengés         | 18,70     | 17.       | kiesett  | kiesett  |
| Endó Jukio                                                                            | Egyéni összetett |           |           | 115,95   |          |
| Hajata Takudzsi                                                                       | Talaj            | 19,15     | 7.        | kiesett  | kiesett  |
| Hajata Takudzsi                                                                       | Ugrás            | 19,15     | 16.       | kiesett  | kiesett  |
| Hajata Takudzsi                                                                       | Korlát           | 19,15     | 10.       | kiesett  | kiesett  |
| Hajata Takudzsi                                                                       | Nyújtó           | 19,10     | 12.       | kiesett  | kiesett  |
| Hajata Takudzsi                                                                       | Gyűrű            | 19,45     | 2.        | 19,475   |          |
| Hajata Takudzsi                                                                       | Lólengés         | 18,90     | 7.        | kiesett  | kiesett  |
| Hajata Takudzsi                                                                       | Egyéni összetett |           |           | 114,90   | 8.       |
| Jamasita Haruhiro                                                                     | Talaj            | 19,15     | 7.        | kiesett  | kiesett  |
| Jamasita Haruhiro                                                                     | Ugrás            | 19,50     | 1.        | 19,600   |          |
| Jamasita Haruhiro                                                                     | Korlát           | 19,30     | 6.        | kiesett  | kiesett  |
| Jamasita Haruhiro                                                                     | Nyújtó           | 19,25     | 6.        | kiesett  | kiesett  |
| Jamasita Haruhiro                                                                     | Gyűrű            | 19,75     | 21.       | kiesett  | kiesett  |
| Jamasita Haruhiro                                                                     | Lólengés         | 19,15     | 4.        | 19,075   | 4.       |
| Jamasita Haruhiro                                                                     | Egyéni összetett |           |           | 115,10   | 6.       |
| Micukuri Takasi                                                                       | Talaj            | 19,20     | 4.        | 19,100   | 5.       |
| Micukuri Takasi                                                                       | Ugrás            | 19,05     | 24.       | kiesett  | kiesett  |
| Micukuri Takasi                                                                       | Korlát           | 19,10     | 13.       | kiesett  | kiesett  |
| Micukuri Takasi                                                                       | Nyújtó           | 19,15     | 11.       | kiesett  | kiesett  |
| Micukuri Takasi                                                                       | Gyűrű            | 19,00     | 14.       | kiesett  | kiesett  |
| Micukuri Takasi                                                                       | Lólengés         | 19,30     | 2.        | 18,650   | 6.       |
| Micukuri Takasi                                                                       | Egyéni összetett |           |           | 114,80   | 9.       |
| Ono Takasi                                                                            | Talaj            | 18,90     | 16.       | kiesett  | kiesett  |
| Ono Takasi                                                                            | Ugrás            | 19,20     | 14.       | kiesett  | kiesett  |
| Ono Takasi                                                                            | Korlát           | 18,90     | 25.       | kiesett  | kiesett  |
| Ono Takasi                                                                            | Nyújtó           | 19,40     | 3.        | 19,000   | 6.       |
| Ono Takasi                                                                            | Gyűrű            | 19,10     | 9.        | kiesett  | kiesett  |
| Ono Takasi                                                                            | Lólengés         | 18,90     | 7.        | kiesett  | kiesett  |
| Ono Takasi                                                                            | Egyéni összetett |           |           | 114,40   | 11.*     |
| Curumi Súdzsi Endó Jukio Hajata Takudzsi Jamasita Haruhiro Micukuri Takasi Ono Takasi | Csapat összetett |           |           | 577,95   |          |

Női
| Versenyző                                                                                             | Versenyszám      | Selejtező | Selejtező | Döntő    | Döntő    |
| Versenyző                                                                                             | Versenyszám      | Pontszám  | Helyezés  | Pontszám | Helyezés |
| --- | ---------------- | --------- | --------- | -------- | -------- |
| Siraszu-Aihara Tosiko                                                                                 | Talaj            | 19,066    | 8.        | kiesett  | kiesett  |
| Siraszu-Aihara Tosiko                                                                                 | Ugrás            | 19,233    | 3.        | 19,282   | 4.       |
| Siraszu-Aihara Tosiko                                                                                 | Felemás korlát   | 19,099    | 5.        | 18,782   | 4.       |
| Siraszu-Aihara Tosiko                                                                                 | Gerenda          | 18,599    | 29.       | kiesett  | kiesett  |
| Siraszu-Aihara Tosiko                                                                                 | Egyéni összetett |           |           | 75,997   | 7.       |
| Cudzsi Hiroko                                                                                         | Talaj            | 18,599    | 33.       | kiesett  | kiesett  |
| Cudzsi Hiroko                                                                                         | Ugrás            | 18,799    | 23.       | kiesett  | kiesett  |
| Cudzsi Hiroko                                                                                         | Felemás korlát   | 18,566    | 29.       | kiesett  | kiesett  |
| Cudzsi Hiroko                                                                                         | Gerenda          | 18,633    | 27.       | kiesett  | kiesett  |
| Cudzsi Hiroko                                                                                         | Egyéni összetett |           |           | 74,597   | 25.*     |
| Abukava-Csiba Ginko                                                                                   | Talaj            | 18,600    | 32.       | kiesett  | kiesett  |
| Abukava-Csiba Ginko                                                                                   | Ugrás            | 18,966    | 10.       | kiesett  | kiesett  |
| Abukava-Csiba Ginko                                                                                   | Felemás korlát   | 18,666    | 21.       | kiesett  | kiesett  |
| Abukava-Csiba Ginko                                                                                   | Gerenda          | 18,433    | 38.       | kiesett  | kiesett  |
| Abukava-Csiba Ginko                                                                                   | Egyéni összetett |           |           | 74,665   | 24.      |
| Tanaka-Ikeda Keiko                                                                                    | Talaj            | 19,100    | 7.        | kiesett  | kiesett  |
| Tanaka-Ikeda Keiko                                                                                    | Ugrás            | 18,999    | 9.        | kiesett  | kiesett  |
| Tanaka-Ikeda Keiko                                                                                    | Felemás korlát   | 18,766    | 16.       | kiesett  | kiesett  |
| Tanaka-Ikeda Keiko                                                                                    | Gerenda          | 19,166    | 6.        | 19,216   | 6.       |
| Tanaka-Ikeda Keiko                                                                                    | Egyéni összetett |           |           | 76,031   | 6.       |
| Nakamura Taniko                                                                                       | Talaj            | 18,700    | 23.       | kiesett  | kiesett  |
| Nakamura Taniko                                                                                       | Ugrás            | 18,933    | 13.       | kiesett  | kiesett  |
| Nakamura Taniko                                                                                       | Felemás korlát   | 18,966    | 8.        | kiesett  | kiesett  |
| Nakamura Taniko                                                                                       | Gerenda          | 18,599    | 29.       | kiesett  | kiesett  |
| Nakamura Taniko                                                                                       | Egyéni összetett |           |           | 75,198   | 19.      |
| Ono Kijoko                                                                                            | Talaj            | 19,000    | 9.        | kiesett  | kiesett  |
| Ono Kijoko                                                                                            | Ugrás            | 18,966    | 10.       | kiesett  | kiesett  |
| Ono Kijoko                                                                                            | Felemás korlát   | 18,966    | 8.        | kiesett  | kiesett  |
| Ono Kijoko                                                                                            | Gerenda          | 18,733    | 17.       | kiesett  | kiesett  |
| Ono Kijoko                                                                                            | Egyéni összetett |           |           | 75,665   | 9.       |
| Siraszu-Aihara Tosiko Cudzsi Hiroko Abukava-Csiba Ginko Tanaka-Ikeda Keiko Nakamura Taniko Ono Kijoko | Csapat összetett |           |           | 377,889  |          |

* - egy másik versenyzővel azonos eredményt ért el

** - két másik versenyzővel azonos eredményt ért el

## Úszás
Férfi
| Versenyző                                                                     | Versenyszám            | Előfutam | Előfutam | Előfutam | Elődöntő | Elődöntő | Elődöntő | Döntő   | Döntő    |
| Versenyző                                                                     | Versenyszám            | Idő      | Hely.    | Össz.    | Idő      | Hely.    | Össz.    | Idő     | Helyezés |
| ----------------------------------------------------------------------------- | ---------------------- | -------- | -------- | -------- | -------- | -------- | -------- | ------- | -------- |
| Okabe Jukiaki                                                                 | 100 m gyors            | 55,4     | 2.       | 10.      | 55,2     | 3.       | 11.      | kiesett | kiesett  |
| Gotó Tadaharu                                                                 | 100 m gyors            | 55,8     | 2.       | 18.**    | 55,6     | 5.       | 14.      | kiesett | kiesett  |
| Fudzsimoto Tacuo                                                              | 100 m gyors            | 55,8     | 1.       | 18.**    | 55,8     | 6.       | 18.      | kiesett | kiesett  |
| Josimuta Haruo                                                                | 400 m gyors            | 4:28,8   | 2.       | 17.      |          |          |          | kiesett | kiesett  |
| Jamakage Takesi                                                               | 400 m gyors            | 4:27,8   | 3.       | 16.      |          |          |          | kiesett | kiesett  |
| Jamanaka Cujosi                                                               | 400 m gyors            | 4:21,1   | 1.       | 8.       |          |          |          | 4:19,1  | 6.       |
| Ivamoto Kazujuki                                                              | 1500 m gyors           | 17:52,7  | 3.       | 14.      |          |          |          | kiesett | kiesett  |
| Nakano Szatoru                                                                | 1500 m gyors           | 17:40,4  | 2.       | 11.      |          |          |          | kiesett | kiesett  |
| Szaszaki Szueaki                                                              | 1500 m gyors           | 17:28,8  | 2.       | 5.       |          |          |          | 17:25,3 | 6.       |
| Ószumi Iszagi                                                                 | 200 m hát              | 2:17,3   | 2.       | 9.       | 2:17,0   | 5.       | 10.      | kiesett | kiesett  |
| Itó Keiszuke                                                                  | 200 m hát              | 2:16,7   | 2.       | 7.       | 2:17,6   | 7.       | 12.      | kiesett | kiesett  |
| Fukusima Sigeo                                                                | 200 m hát              | 2:14,7   | 1.       | 3.       | 2:14,1   | 2.       | 3.       | 2:13,2  | 4.       |
| Sikisi Josiaki                                                                | 200 m mell             | 2:32,3   | 2.       | 6.       | 2:34,5   | 6.       | 10.*     | kiesett | kiesett  |
| Macumoto Kendzsiró                                                            | 200 m mell             | 2:33,8   | 1.       | 8.       | 2:34,3   | 5.       | 9.       | kiesett | kiesett  |
| Curumine Oszamu                                                               | 200 m mell             | 2:34,1   | 2.       | 9.       | 2:33,3   | 4.       | 7.       | 2:33,6  | 6.       |
| Obajasi Acusi                                                                 | 200 m pillangó         | 2:15,1   | 2.       | 10.      | 2:14,1   | 5.       | 12.      | kiesett | kiesett  |
| Kadonaga Josinori                                                             | 200 m pillangó         | 2:14,5   | 3.       | 8.       | 2:12,3   | 3.       | 7.       | 2:12,6  | 6.       |
| Szató Kószuke                                                                 | 200 m pillangó         | 2:12,4   | 2.       | 3.       | 2:13,4   | 5.       | 9.       | kiesett | kiesett  |
| Ivaszaki Kunihiro Gotó Tadaharu Fudzsimoto Tacuo Okabe Jukiaki Isihara Kacuki | 4 × 100 m gyorsváltó   | 3:42,3   | 3.       | 7.       |          |          |          | 3:40,5  | 4.       |
| Fukui Makoto Ivaszaki Kunihiro Sódzsi Tosio Okabe Jukiaki Jamanaka Cujosi     | 4 × 200 m gyorsváltó   | 8:10,4   | 2.       | 4.       |          |          |          | 8:03,8  |          |
| Fukusima Sigeo Isikava Kendzsi Nakadzsima Iszao Okabe Jukiaki                 | 4 × 100 m vegyes váltó | 4:07,3   | 2.       | 3.       |          |          |          | 4:06,6  | 5.       |

Női
| Versenyző                                                   | Versenyszám            | Előfutam | Előfutam | Előfutam | Elődöntő | Elődöntő | Elődöntő | Döntő   | Döntő    |
| Versenyző                                                   | Versenyszám            | Idő      | Hely.    | Össz.    | Idő      | Hely.    | Össz.    | Idő     | Helyezés |
| ----------------------------------------------------------- | ---------------------- | -------- | -------- | -------- | -------- | -------- | -------- | ------- | -------- |
| Azuma Mijoko                                                | 100 m gyors            | 1:06,4   | 6.       | 36.*     | kiesett  | kiesett  | kiesett  | kiesett | kiesett  |
| Urakami Rjóko                                               | 100 m gyors            | 1:04,5   | 5.       | 24.      | kiesett  | kiesett  | kiesett  | kiesett | kiesett  |
| Kimura Tojoko                                               | 100 m gyors            | 1:04,8   | 4.       | 26.      | kiesett  | kiesett  | kiesett  | kiesett | kiesett  |
| Hajakava Kazue                                              | 400 m gyors            | 4:56,5   | 3.       | 11.      |          |          |          | kiesett | kiesett  |
| Kikutani Tazuko                                             | 400 m gyors            | 5:06,3   | 5.       | 22.      |          |          |          | kiesett | kiesett  |
| Kihara Micsiko                                              | 100 m hát              | 1:11,1   | 3.       | 9.*      |          |          |          | kiesett | kiesett  |
| Tanaka Szatoko                                              | 100 m hát              | 1:10,0   | 2.       | 6.       |          |          |          | 1:08,6  | 4.       |
| Jamamoto Noriko                                             | 200 m mell             | 2:57,0   | 5.       | 17.      |          |          |          | kiesett | kiesett  |
| Morizane Josiko                                             | 200 m mell             | 2:59,9   | 6.       | 21.      |          |          |          | kiesett | kiesett  |
| Takahasi Eiko                                               | 100 m pillangó         | 1:08,4   | 2.       | 6.       | 1:07,8   | 3.       | 5.       | 1:09,1  | 7.       |
| Szaitó Hiroko                                               | 100 m pillangó         | 1:13,1   | 5.       | 24.*     | kiesett  | kiesett  | kiesett  | kiesett | kiesett  |
| Szató Kimiko                                                | 100 m pillangó         | 1:10,6   | 4.       | 15.      | 1:11,2   | 8.       | 16.      | kiesett | kiesett  |
| Ezaka Kimiko                                                | 400 m vegyes           | 5:42,1   | 4.       | 13.      |          |          |          | kiesett | kiesett  |
| Macuda Nacuko                                               | 400 m vegyes           | 5:51,5   | 4.       | 19.      |          |          |          | kiesett | kiesett  |
| Urakami Rjóko Kihara Micsiko Kimura Tojoko Azuma Mijoko     | 4 × 100 m gyorsváltó   | 4:19,2   | 5.       | 10.      |          |          |          | kiesett | kiesett  |
| Tanaka Szatoko Jamamoto Noriko Takahasi Eiko Kihara Micsiko | 4 × 100 m vegyes váltó | 4:40,6   | 2.       | 2.       |          |          |          | 4:42,0  | 4.       |

* - egy másik versenyzővel azonos időt ért el

** - öt másik versenyzővel azonos időt ért el

## Vitorlázás
Nyílt
| Versenyző                                       | Versenyszám     | Futam | Futam | Futam | Futam | Futam | Futam | Futam | Pontszám | Helyezés |
| Versenyző                                       | Versenyszám     | 1     | 2     | 3     | 4     | 5     | 6     | 7     | Pontszám | Helyezés |
| ----------------------------------------------- | --------------- | ----- | ----- | ----- | ----- | ----- | ----- | ----- | -------- | -------- |
| Jamada Takasi                                   | Finn dingi      | 364   | (297) | 389   | 364   | 473   | 318   | 578   | 2486     | 21.      |
| Isii Maszajuki Ókubo Takafumi                   | Csillaghajó     | 155   | 290   | 486   | 218   | 218   | 127   | (0)   | 1494     | 13.      |
| Tagami Jaszutosi Macuda Kendzsiró               | Repülő hollandi | 469   | 645   | 309   | (101) | 247   | 219   | 277   | 2166     | 15.      |
| Macumoto Fudzsija Josida Maszao Hagivara Takesi | 5,5 méteres     | 198   | 217   | (131) | 198   | 163   | 131   | 163   | 1070     | 14.      |
| Tanamacsi Szaburó Funaoka Tadasi Horie Terujuki | Sárkányhajó     | 232   | (207) | 232   | 317   | 259   | 259   | 463   | 1762     | 17.      |

## Vívás
Férfi
| Versenyző                                                                     | Versenyszám       | Csoportkör | Csoportkör | Csoportkör | Csoportkör | Elődöntő                               | Elődöntő                        | Elődöntő                  | Döntő                                     | Helyezés    |
| Versenyző                                                                     | Versenyszám       | 1. kör | 1. kör     | 2. kör | 2. kör     | 3. kör                                 | 4. kör                          | 5. kör                    | Döntő                                     | Helyezés    |
| Versenyző                                                                     | Versenyszám       | Ellenfél Eredmény | Hely.      | Ellenfél Eredmény | Hely.      | Ellenfél Eredmény                      | Ellenfél Eredmény               | Ellenfél Eredmény         | Ellenfél Eredmény                         | Helyezés    |
| ----------------------------------------------------------------------------- | ----------------- | --- | ---------- | --- | ---------- | -------------------------------------- | ------------------------------- | ------------------------- | ----------------------------------------- | ----------- |
| Ókava Heizaburó                                                               | Tőr, egyéni       | B. csoport · Moustafa Soheim (RAU) · 3-5 · Ryszard Parulski (POL) · 3-5 · Mario Curletto (ITA) · 5-1 · Enrique Penabella (CUB) · 5-1 · Ivan Lund (AUS) · 5-1 | 3.         | F. csoport · Jean-Claude Magnan (FRA) · 5-3 · Jürgen Brecht (EUA) · 5-3 · Sameh Rahman (RAU) · 5-4 · Ignacio Posada (COL) · 5-0 · Kamuti Jenő (HUN) · 2-5                                                                              | 1.         | Herbert Cohen (USA) · 10-4             | Jean-Claude Magnan (FRA) · 7-10 | kiesett                   | kiesett                                   | 9.          |
| Tabucsi Kazuhiko                                                              | Tőr, egyéni       | E. csoport · Nicola Granieri (ITA) · 3-5 · Daniel Revenu (FRA) · 1-5 · Sameh Rahman (RAU) · 5-2 · John Andru (CAN) · 5-4 · Houshmand Almasi (IRI) · 5-3 | 4.         | B. csoport · Mark Midler (URS) · 2-5 · Bill Hoskyns (GBR) · 4-5 · Egon Franke (POL) · 4-5 · Moustafa Soheim (RAU) · 5-2 · Michael Ryan (IRL) · 5-0 · Rájátszás: · Moustafa Soheim (RAU) · 5-3                                          | 4.         | Albert Axelrod (USA) · 5-10            | kiesett                         | kiesett                   | kiesett                                   | 17.         |
| Mano Kazuo                                                                    | Tőr, egyéni       | C. csoport · Egon Franke (POL) · 5-3 · Gyuricza József (HUN) · 5-2 · Allan Jay (GBR) · 5-4 · Sin Duho (Sin Du-Ho) (KOR) · 5-1 · Jesús Taboada (ARG) · 5-0 | 1.         | D. csoport · Tim Gerresheim (EUA) · 3-5 · Daniel Revenu (FRA) · 2-5 · Herbert Cohen (USA) · 5-1 · Pasquale La Ragione (ITA) · 5-3 · Tănase Mureșanu (ROU) · 4-5 · Rájátszás: · Herbert Cohen (USA) · 3-5 · Tănase Mureșanu (ROU) · 5-3 | 4.         | Mohamed Gamil El-Kalyoubi (RAU) · 10-8 | Tim Gerresheim (EUA) · 4-10     | kiesett                   | kiesett                                   | 9.          |
| Ókava Heizaburó                                                               | Párbajtőr, egyéni | B. csoport · Hrihorij Krissz (URS) · 5-5 · Paul Gnaier (EUA) · 1-5 · Yves Dreyfus (FRA) · 4-5 · Hassan El-Said (LIB) · 4-5 · René Van Den Driessche (BEL) · 5-2 · Trần Văn Xuan (VIE) · 5-3 · Michael Ryan (IRL) · 5-4 · Rájátszás: · René Van Den Driessche (BEL) · 5-1 | 5.         | D. csoport · Bohdan Gonsior (POL) · 3-5 · Nemere Zoltán (HUN) · 4-5 · Dietrich Hecke (EUA) · 4-5 · Bruno Habārovs (URS) · 0-5 · Rudolf Trost (AUT) · 5-3 · Claudio Polledri (SUI) · 5-2                                                | 6.         | kiesett                                | kiesett                         | kiesett                   | kiesett                                   | helyezetlen |
| Tabucsi Kazuhiko                                                              | Párbajtőr, egyéni | G. csoport · Jacques Guittet (FRA) · 5-3 · David Micahnik (USA) · 5-4 · Russell Hobby (AUS) · 5-1 · Sergio Jimenez (CHI) · 5-1 · Emilio Echeverry (COL) · 5-3 · Michel Steininger (SUI) · 0-5 · Kausz István (HUN) · 2-5                                                 | 1.         | A. csoport · Kulcsár Győző (HUN) · 1-5 · Hans Lagerwall (SWE) · 2-5 · Hassan El-Said (LIB) · 4-5 · Giuseppe Delfino (ITA) · 4-5 · John Bouchier-Hayes (IRL) · 2-5 · Wiesław Glos (POL) · 5-4                                           | 7.         | kiesett                                | kiesett                         | kiesett                   | kiesett                                   | helyezetlen |
| Araki Tosiaki                                                                 | Párbajtőr, egyéni | H. csoport · Nemere Zoltán (HUN) · 3-5 · Paul Pesthy (USA) · 3-5 · Sin Duho (Sin Du-Ho) (KOR) · 3-5 · Wiesław Glos (POL) · 4-5 · Bill Hoskyns (GBR) · 5-1 · Aquiles Gloffka (CHI) · 5-1 · Jesús Taboada (ARG) · 5-4                                                      | 6.         | kiesett | kiesett    | kiesett                                | kiesett                         | kiesett                   | kiesett                                   | helyezetlen |
| Funamizu Micujuki                                                             | Kard, egyéni      | E. csoport · Mark Rakita (URS) · 2-5 · Jacques Lefèvre (FRA) · 4-5 · Dieter Wellmann (EUA) · 5-2 · Richard Oldcorn (GBR) · 5-2 · Bizhan Zarnegar (IRI) · 5-2 · Trần Văn Xuan (VIE) · 5-1                                                                                 | 3.         | A. csoport · Jakov Rilszkij (URS) · 2-5 · Pézsa Tibor (HUN) · 4-5 · Marcel Parent (FRA) · 0-5 · Wladimiro Calarese (ITA) · 1-5 · Keresztes Attila (USA) · 4-5 · Dieter Wellmann (EUA) · 5-4 · Octavian Vintilă (ROU) · 5-1             | 7.         | kiesett                                | kiesett                         |                           | kiesett                                   | helyezetlen |
| Sibata Szeidzsi                                                               | Kard, egyéni      | C. csoport · Andrzej Piątkowski (POL) · 1-5 · Wladimiro Calarese (ITA) · 1-5 · Örley Tamás (USA) · 4-5 · Robert Foxcroft (CAN) · 5-4 · Houshmand Almasi (IRI) · 5-2 | 4.         | B. csoport · Jerzy Pawłowski (POL) · 2-5 · Umjar Mavlihanov (URS) · 2-5 · Kovács Attila (HUN) · 3-5 · Jacques Lefèvre (FRA) · 2-5 · Ion Drîmbă (ROU) · 1-5 · Jürgen Theuerkauff (EUA) · 5-2 · Alexander Leckie (GBR) · 4-5             | 7.         | kiesett                                | kiesett                         |                           | kiesett                                   | helyezetlen |
| Kitao Teruhiro                                                                | Kard, egyéni      | D. csoport · Bakonyi Péter (HUN) · 1-5 · Keresztes Attila (USA) · 4-5 · Jürgen Theuerkauff (EUA) · 2-5 · Emilio Echeverry (COL) · 5-0 · Nasser Madani (IRI) · 5-3 | 4.         | C. csoport · Mark Rakita (URS) · 3-5 · Claude Arabo (FRA) · 3-5 · Walter Köstner (EUA) · 0-5 · Pierluigi Chicca (ITA) · 4-5 · Örley Tamás (USA) · 2-5 · Andrzej Piątkowski (POL) · 1-5 · Alberto Lanteri (ARG) · 1-5                   | 8.         | kiesett                                | kiesett                         |                           | kiesett                                   | helyezetlen |
| Simizu Fudzsio Ókava Heizaburó Tabucsi Kazuhiko Mano Kazuo Toda Szószuke      | Tőr, csapat       | C. csoport · Dél-Korea (KOR) · 11-0 · Egyesült Arab Köztársaság (RAU) · 11-5 | 1.         | |            |                                        | Magyarország (HUN) · 9-7        | Lengyelország (POL) · 4-9 | Bronzmérkőzés · Franciaország (FRA) · 4-9 | 4.          |
| Ókava Heizaburó Minatoi Kacutada Tabucsi Kazuhiko Tesima Takesi Araki Tosiaki | Párbajtőr, csapat | C. csoport · Magyarország (HUN) · 4-11 · Olaszország (ITA) · 2-9 | 3.         | |            | kiesett                                | kiesett                         | kiesett                   | kiesett                                   | helyezetlen |
| Simizu Fudzsio Funamizu Micujuki Sibata Szeidzsi Kitao Teruhiro               | Kard, csapat      | A. csoport · Szovjetunió (URS) · 2-9 · Egyesült Államok (USA) · 4-12 | 3.         | |            |                                        | kiesett                         | kiesett                   | kiesett                                   | helyezetlen |

Női
| Versenyző                                              | Versenyszám | Csoportkör | Csoportkör | Csoportkör | Csoportkör | Elődöntő          | Elődöntő          | Döntő             | Helyezés    |
| Versenyző                                              | Versenyszám | 1. kör | 1. kör     | 2. kör | 2. kör     | 3. kör            | 4. kör            | Döntő             | Helyezés    |
| Versenyző                                              | Versenyszám | Ellenfél Eredmény | Hely.      | Ellenfél Eredmény | Hely.      | Ellenfél Eredmény | Ellenfél Eredmény | Ellenfél Eredmény | Helyezés    |
| ------------------------------------------------------ | ----------- | --- | ---------- | --- | ---------- | ----------------- | ----------------- | ----------------- | ----------- |
| Takeucsi Josie                                         | Tőr, egyéni | D. csoport · Galina Gorohova (URS) · 3-4 · Szabó Orbán Olga (ROU) · 0-4 · Rosemarie Scherberger (EUA) · 2-4 · Shirley Netherway (GBR) · 0-4 · Janice-Lee York-Romary (USA) · 4-2                                                                    | 6.         | kiesett | kiesett    | kiesett           | kiesett           | kiesett           | helyezetlen |
| Jaszui Tamiko                                          | Tőr, egyéni | B. csoport · Dömölky Lídia (HUN) · 1-4 · Bruna Colombetti (ITA) · 1-4 · Ginette Rossini (LUX) · 2-4 · Ana Derșidan-Ene-Pascu (ROU) · 1-4 · Johanna Winter (AUS) · 4-3 · Pacita Wiedel (CAN) · 4-2 · Rájátszás: · Ana Derșidan-Ene-Pascu (ROU) · 1-4 | 5.         | kiesett | kiesett    | kiesett           | kiesett           | kiesett           | helyezetlen |
| Óvada Tomoko                                           | Tőr, egyéni | C. csoport · Kerstin Palm (SWE) · 0-4 · Brigitte Gapais-Dumont (FRA) · 4-0 · Juhász Katalin (HUN) · 4-2 · Maria Vicol (ROU) · 4-3 · Tommy Angell (USA) · 2-4                                                                                        | 1.         | C. csoport · Antonella Ragno (ITA) · 1-4 · Heidi Schmid (EUA) · 2-4 · María Romano (ARG) · 4-0 · Mary Watts-Tobin (GBR) · 4-3 · Brigitte Gapais-Dumont (FRA) · 1-4 · Rájátszás: · María Romano (ARG) · 3-4 · Mary Watts-Tobin (GBR) · 2-4 | 5.         | kiesett           | kiesett           | kiesett           | helyezetlen |
| Komori Josie Takeucsi Josie Jaszui Tamiko Óvada Tomoko | Tőr, csapat | C. csoport · Egyesült Német Csapat (EUA) · 4-12 · Szovjetunió (URS) · 4-10 | 4.         | |            | kiesett           | kiesett           | kiesett           | 7.          |

## Vízilabda
| Japán férfi vízilabdacsapat-játékoskeret                               | Japán férfi vízilabdacsapat-játékoskeret                           |
| ---------------------------------------------------------------------- | ------------------------------------------------------------------ |
| - Arakava Hacsiró - Simizu Jódzsi - Takeucsi Kazuja - Szacuke Keiszuke | - Takagi Kóki - Kató Mineo - Fudzsimoto Sigenobu - Jokojama Takasi |

### Eredmények
Csoportkör
A csoport
| Csapat            | M | Gy | D | V | G+ | G– | Gk | P |
| ----------------- | - | -- | - | - | -- | -- | -- | - |
| Olaszország (ITA) | 2 | 2  | 0 | 0 | 9  | 6  | +3 | 4 |
| Románia (ROU)     | 2 | 1  | 0 | 1 | 12 | 8  | +4 | 2 |
| Japán (JPN)       | 2 | 0  | 0 | 2 | 7  | 14 | –7 | 0 |

| 1964. október 12. 10:00 | Olaszország (ITA)    | 5 – 3 | Japán (JPN) |  |
| 1964. október 12. 10:00 | (3–1, 1–0, 0–1, 1–1) |       |             |  |
| 1964. október 12. 10:00 | Pizzo 2              |       | Takeucsi 2  |  |

| 1964. október 13. 11:10 | Japán (JPN)          | 4 – 9 | Románia (ROU) |  |
| 1964. október 13. 11:10 | (1–1, 2–3, 0–2, 1–3) |       |               |  |
| 1964. október 13. 11:10 | Simizu 2             |       | Zahan 3       |  |

| Csapat      | Helyezés |
| ----------- | -------- |
| Japán (JPN) | 10.      |